# L’Échelle-Saint-Aurin
L’Échelle-Saint-Aurin (picardisch: Lichelle-Saint-Aurin) ist eine nordfranzösische Gemeinde mit 45 Einwohnern (Stand 1. Januar 2022) im Département Somme in der Region Hauts-de-France. Die Gemeinde liegt im Arrondissement Montdidier, ist Teil der Communauté de communes du Grand Roye und gehört zum Kanton Roye.

## Geographie
Die Gemeinde in der Landschaft Santerre liegt rund sieben Kilometer westlich von Roye größtenteils am Südufer der Avre, der Gemeindeteil Saint-Aurin im Osten von L’Échelle.

## Geschichte
Das Schloss von L’Échelle, das als Munitionsdepot diente, wurde im Ersten Weltkrieg zerstört. Die Gemeinde erhielt als Auszeichnung das Croix de guerre 1914–1918.

## Einwohner
| 1962 | 1968 | 1975 | 1982 | 1990 | 1999 | 2006 | 20107 |
| ---- | ---- | ---- | ---- | ---- | ---- | ---- | ----- |
| 87   | 71   | 72   | 74   | 62   | 50   | 54   | 53    |

## Sehenswürdigkeiten
- Kriegerdenkmal